# Моза бинт Насер аль-Миснед
Шейха Моза бинт Насер аль-Миснед (араб. الشيخة موزا بنت ناصر المسند‎, Şeiḥa Mūzah bint Nāşir al-Misnid) — вторая из трёх жен 3-го эмира Катара шейха Хамада бен Калифа-аль-Тани, политический и общественный деятель.

## Биография и деятельность
Образование в области социологии получила в Национальном университете Катара (1986—1990), — затем прошла стажировку в ведущих университетах США.
Моза аль-Миснед, что является редкостью для жён правителей других стран Персидского залива, имеет ряд государственных и международных должностей, в том числе почётных: глава катарского фонда образования, науки и общественного развития, президент Верховного совета по семейным вопросам; вице-президент Верховного совета по образованию; спецпосланник ЮНЕСКО.
Моза аль-Миснед считает своей главной целью превратить Катар в современную, передовую страну, для чего участвует в политической, деловой, общественной и культурной жизни своих стран и региона. Она создала Арабский демократический фонд, в который её муж сделал первый взнос в размере 10 миллионов долларов. Главная задача этого фонда, как заявляется, — содействие развитию свободных СМИ и гражданского общества. Шейха Моза также является инициатором идеи превращения Катара в новую «Кремниевую долину». С этой целью создан Катарский парк наук и технологий, открытие которого состоялось в конце 2008 года. Парк привлёк $225 миллионов инвестиций, в том числе от таких ведущих мировых компаний, как «Microsoft», «Shell» и «General Electric». Кроме того, она является инициатором и воплотителем в реальность «Образовательного города» в Катаре — университетского городка в пригороде столицы на площади 2500 акров, где лекции студентам читают ведущие профессора американских университетов. Активно поощряет деятельность ведущей арабоязычной телесети «Аль-Джазира».
Моза аль-Миснед имеет почётные докторские звания Вирджинского Университета Содружества (Virginia Commonwealth University), Техасского A & M университета (Texas A & M University), Университета Карнеги-Мелон (Carnegie Mellon University), Имперского Колледжа Лондона (Imperial College London) и Джорджтаунского университета (Georgetown University). С 2010 года является дамой-командором Ордена Британской империи.

## Семья
У Мозы аль-Миснед семеро детей (пять сыновей и две дочери) и (в конце 2022 года) 39 внуков:
- шейх Тамим бин Хамад Аль Тани (8-oй эмир Катара с 25 июня 2013 г.)
- шейх Джасим бин Хамад бин Халифа Аль-Тани
- Джоан Хамад-аль-Тани
- Халифа Хамад-аль-Тани
- Мохамед Хамад-аль-Тани
- Аль-Маясса Хамад-аль-Тани
- Хинд Хамад-аль-Тани